# Баньковский, Витольд Иосифович
Витольд Иосифович Баньковский (9 ноября 1864 — 28 февраля 1942) — политик, депутат  Государственной думы IV созыва от Виленской губернии, мэр Вильнюса.

## Биография
Потомственный польский дворянин Гродненской губернии. Сын Иосифа Баньковского и Стефании в девичестве Василевской. Выпускник минского реального училища. Поступил в Ново-Александрийский сельскохозяйственный институт, но был из него исключён, и курс не окончил. В 1885 году призван ополченцем. С 1905 стал гласным Виленской городской думы, участник работы многих думских комиссий. Владел в Вильно домом оценочной стоимостью 27 600 рублей.
20 октября 1912 года был избран в Государственную думу IV созыва от Первого съезда городских избирателей. Вошёл в состав Белорусско-литовско-польской группы. Состоял членом многих думских комиссий: «по исполнению государственной росписи доходов и расходов», «по городским делам», «о народном здравии», «по рабочему вопросу», «по делам православной церкви», «финансовой комиссии», «для рассмотрения законопроекта о преобразовании полиции в империи», «для выработки законопроекта о печати», «бюджетной комиссии», «по судебным реформам», «по направлению законодатательных предположений», «о торговле и промышленности».
В марте 1917 года стал членом бюро Совета представителей национальностей Государственной Думы.
В 1918 года вернулся в Вильно, где активно включился в общественную и административную работу. В 1919—1927 годах служил вильнюсским мэром. Он участвовал в качестве эксперта в переговорах в Риге, посвященных восточной границе Республики Польша. 8 января 1922 года он был избран депутатом Виленского сейма от Вильнюсского района. Он представлял в нём политические силы, выступавшие за полную инкорпорацию Срединной Литвы в состав Польши. В новом парламенте он стал главой национального клуба ZSiUN. В марте 1922 года избран делегатом Законодательного сейма Польши от Вильнюса, но вскоре отказался от мандата.

## Семья
- Жена — Стефания урождённая Корейво (Koreywo).
  - Дочь — Ядвига в замужестве Грабовецкая (1897—1990), муж  Александр Грабовёцкий (Grabowiecki)[3].
  - Дочь — Янина Баньковская (Bańkowska) (1897—1962)[4].

## Награды
- 2 мая 1923 — Командорский крест ордена Возрождения Польши[5].

### Архивы
- Российский государственный исторический архив. Фонд 1278. Опись 9. Д. 49.